# Bulgarische Fußballmeisterschaft 1946
Die Bulgarische Fußballmeisterschaft 1946 war die 22. Spielzeit der höchsten bulgarischen Fußballspielklasse. Meister wurde zum vierten Mal Lewski Sofia.

## Modus
16 Mannschaften ermittelten im Pokalmodus den Meister. Das Halbfinale und Finale wurde in zwei Spielen ausgetragen.

## Teilnehmer
| - Benkowski Widin - JBS-45 Michailowgrad - Botew Plowdiw - Chadschi Slawtschew Pawlikeni - Ilinden Petritsch - Kirkow-Junak Lowetsch - Lewski-Burgas 45 Burgas - Lewski Samokow | - Lewski Sofia - Lokomotive Russe - Lokomotive Sofia - Rodina Chaskowo - Slawia Plowdiw - Spartak Warna - Slawia 45 Sofia - TW 45 Warna |

## 1. Runde
|                         | Ergebnis  |                               |
| ----------------------- | --------- | ----------------------------- |
| Rodina Chaskowo         | 1:4       | Spartak Warna                 |
| TW 45 Warna             | 5:0       | JBS-45 Michailowgrad          |
| Benkowski Widin         | 5:3       | Botew Plowdiw                 |
| Lewski-Burgas 45 Burgas | 2:1 n. V. | Kirkow-Junak Lowetsch         |
| Lewski Sofia            | 7:0       | Ilinden Petritsch             |
| Slawia Plowdiw          | 0:1       | Slawia 45 Sofia               |
| Lokomotive Russe        | 0:4       | Lokomotive Sofia              |
| Lewski Samokow          | 1:1 n. V. | Chadschi Slawtschew Pawlikeni |

### Entscheidungsspiele
|                | Ergebnis |                               |
| -------------- | -------- | ----------------------------- |
| Lewski Samokow | 1:1      | Chadschi Slawtschew Pawlikeni |
| Lewski Samokow | 1:5      | Chadschi Slawtschew Pawlikeni |

## Viertelfinale
|                         | Ergebnis  |                               |
| ----------------------- | --------- | ----------------------------- |
| Lewski-Burgas 45 Burgas | 0:2 n. V. | Lewski Sofia                  |
| Benkowski Widin         | 2:1       | Chadschi Slawtschew Pawlikeni |
| TW 45 Warna             | 1:2       | Lokomotive Sofia              |
| Slawia 45 Sofia         | 1:3       | Spartak Warna                 |

## Halbfinale
|                 | Gesamt |                  | Hinspiel | Rückspiel |
| --------------- | ------ | ---------------- | -------- | --------- |
| Lewski Sofia    | 6:0    | Spartak Warna    | 3:0      | 3:0       |
| Benkowski Widin | 2:4    | Lokomotive Sofia | 2:2      | 0:2       |

## Finale
| Datum          |              | Gesamt |                  | Hinspiel | Rückspiel |
| -------------- | ------------ | ------ | ---------------- | -------- | --------- |
| 06./15.09.1946 | Lewski Sofia | 2:0    | Lokomotive Sofia | 1:0      | 1:0       |